# Llei de garanties papals
La Llei de garanties papals (en italià: Legge delle Guarentigie) va ser una norma legal emesa pel Regne d'Italia, el 13 de maig de 1871, per tal de regular les relacions polítiques entre l'estat italià i la Santa Seu. La causa immediata per a l'emissió d'aquesta llei va ser que després de la reeixida presa de Roma per les tropes del Regio Esercito, els antics Estats Pontificis havien estat extingits de facto i incorporats plenament al Regne d'Itàlia, perdent el papat el seu poder polític efectiu.

## Història
El govern italià havia establert la capital del Regne d'Itàlia en la mateixa ciutat de Roma i allà van ser traslladades les entitats administratives oficials, mentre que el pontífex Pius IX es declarava presoner al Vaticà rebutjant que l'estat italià li imposés normes legals malgrat haver estat cap d'Estat que per la mateixa naturalesa de la seva situació no podia establir-se en un altre lloc que no fos la ciutat de Roma. Malgrat tot, els polítics italians van portar endavant la idea d'establir «garanties especials» a favor del papat per evitar que Pius IX i els seus successors quedessin en posició de dependència o subordinació cap a l'Estat Italià.
La «Llei de garanties» establia així que el papat conservava el dret de rebre ambaixadors forans i designar diplomàtics, mantenir un cos armat al seu servei (la Guàrdia suïssa), i es fixava un règim d'extraterritorialitat per a les residències papals, assimilant-les al nivell de les ambaixades estrangeres. També es disposava la inviolabilitat de la persona del pontífex, juntament amb dret a rebre honors de cap d'estat, i l'atorgament d'un pressupost al papat per part del Regne d'Itàlia, equivalent a 3.225.000 lires anuals. Aquest import és equivalent a uns 13,5 milions d'euros. Finalment, s'assegurava llibertat de reunió al clericat catòlic, i s'eximia els bisbes de qualsevol jurament de lleialtat al Rei d'Itàlia.
Pius IX va rebutjar les condicions, per quant aquestes, consistien en una oferta unilateral, i a més a més estaven concretades en una llei aprovada pel ≠parlament italià, la qual podia en qualsevol moment ser suprimida. El fet que les «Garanties» podrien ser alterades per una decisió del parlament italià van causar un fort rebuig en el papat, al no fixar-s'hi aquestes condicions per un «acord entre pars» com reclamava Pius IX. De fet les «Garanties» consideraven el pontífex com un súbdit italià, amb la qual cosa el papa va considerar que perdria la seva independència política.
D'altra banda els pontífexs van rebutjar aparicions públiques a Roma o sortir del Palau del Vaticà, a l'extrem de realitzar les principals cerimònies dintre de la Capella Sixtina i refusar atorgar benediccions a la Plaça de Sant Pere (Ciutat del Vaticà)  -aquest esdeveniment solament es realitzava en un balcó interior del palau-. Fins i tot el 1874 el papat va prohibir als catòlics italians participar activament a la vida política, com a protesta davant la situació.
Les males relacions entre la Santa Seu i Itàlia es van mantenir fins que el 1929 quan van ser celebrats els Pactes del Laterà, que van donar origen a la Ciutat del Vaticà.